# Matthias Meitzler
Matthias Meitzler (* 20. Juni 1986 in Groß-Umstadt) ist ein deutscher Soziologe.

## Leben
Meitzler studierte an der Goethe-Universität in Frankfurt am Main Soziologie, Psychoanalyse und Geschichtswissenschaft.
Aus seiner soziologischen Abschlussarbeit entstand das Buch Soziologie der Vergänglichkeit (2011). Er forscht aktuell an der Eberhard Karls Universität Tübingen als Wissenschaftlicher Mitarbeiter und lehrt Soziologie an der Universität Passau.

Seine Arbeitsschwerpunkte liegen im Bereich der Wissenssoziologie, der Thanatosoziologie und der qualitativen Sozialforschung.
In verschiedenen Forschungsprojekten untersucht Meitzler Aspekte des Umgangs der Gesellschaft mit Sterben, Tod und Trauer. Er ist außerdem Mitbegründer des Arbeitskreises Thanatologie sowie Mitherausgeber des Jahrbuchs für Tod und Gesellschaft.
Mit dem Soziologen Thorsten Benkel betreibt er das Portal friedhofssoziologie.de und veröffentlichte u. a. Bücher über „ungewöhnliche Grabsteine“.

## Veröffentlichungen (Auswahl)
- Soziologie der Vergänglichkeit. Zeit, Altern, Tod und Erinnern im gesellschaftlichen Kontext, Hamburg 2011, ISBN 978-3-8300-5455-9
- Gestatten Sie, dass ich liegen bleibe. Ungewöhnliche Grabsteine. Eine Reise über die Friedhöfe von heute, Köln 2014 (mit Thorsten Benkel) (4. Auflage 2016), ISBN 978-3-462-04608-3
- Game Over. Neue ungewöhnliche Grabsteine, Köln 2016 (mit Thorsten Benkel), ISBN 978-3-462-04905-3
- Wissenssoziologische Medienwirkungsforschung. Zur Mediatisierung des forensischen Feldes, Weinheim 2017 (mit Jo Reichertz und Caroline Plewnia), ISBN 978-3-7799-3676-3
- Zwischen Leben und Tod. Sozialwissenschaftliche Grenzgänge, Wiesbaden 2018 (Hg. mit Thorsten Benkel), ISBN 978-3-658-22277-2
- Autonomie der Trauer. Zur Ambivalenz des sozialen Wandels, Baden-Baden 2019 (mit Thorsten Benkel und Dirk Preuß), ISBN 978-3-8487-6032-9
- Der Glanz des Lebens. Aschediamant und Erinnerungskörper, Göttingen 2019 (mit Thorsten Benkel und Thomas Klie), ISBN 978-3-525-61630-7
- Norbert Elias und der Tod. Eine empirische Überprüfung. Springer VS, Wiesbaden 2021, ISBN 978-3-658-34653-9.